# Сергей Никитин
Сергей Николаевич Никитин (на руски: Сергей Николаевич Ники́тин) е руски изследовател, географ, геолог и палеонтолог. Член на Петербурската академия на науките.

## Биография

### Ранни години и образование
Роден е на 23 януари 1851 година в Москва, Руска империя. Завършва средното си образование в 5-а Московска гимназия със златен медал. През 1867 г. записва естествени науки в Катедрата по физика и математика на Московския университет, където през 1878 защитава магистърска степен. След дипломирането си, той преподава география и ботаника в Московската женска гимназия.
След основаването на геоложкия комитет през 1882 г. е избран за старши геолог в това учреждение.

### Експедиционна дейност (1880 – 1906)
Никитин извършва хидрогеоложки и стратиграфски изследвания на Европейска Русия и Предуралието. През 1880 – 1882 изследва реките Унжа (426 км) и Ветлуга (889 км) и съставя точна карта на междуречието им, покрито с непроходими иглолистни гори и блата. През 1886 г. той отделя няколко области с различни типове следтретични наслаги. Това е първото геоморфоложко райониране на Европейска Русия.
През 1891 – 1893 изследва района между реките Волга и Урал – възвишението Общ Сърт, басейните на реките Голям и Малък Узен (638 км), Еруслан (278 км), Чижа и Кушум и части от Прикаспийската низина. Въпреки предишните възгледи, тази територия макар и да представлява низина не е абсолютно равна. Той установява, че Общия Сърт е с височина 150 – 200 м и има стръмни южни склонове само между реките Урал и Голям Узен. Западната част на възвишението се разпада на редица отделни относително високи плоски височини, пресечени от необичайно широки, неясно очертаните долини на Голям и Малък Узен, Еруслан и техните притоци. На юг от линията Камишин – Уралск Никитин разграничава три области: западна – почти безводна, лишена от реки, изобилстваща от солени езера и засолени блата, издигаща се на 30 – 40 м над долината на Волга; средна – пресечена от редица пясъчни ридове със северозападно простиране със солончаци между тях; източна – област на разливите на реките Узен, Чижа, Кушум и Урал, почти абсолютно равна.
От 1894 до 1896 г. извършва хидрогеоложки изследвания в басейните на реките Западна Двина, Днепър и горното течение на Волга. От град Тихвин в югоизточна посока открива дълъг 450 км моренен вал, по който минава част от балтийско-каспийския вододел. Никитин остава за тези възвишения названието Валдайски и доказва, че те са основната част на Средноруските възвишения. В изворната област на река Великая (430 км, от басейна на Псковското езеро) оконтурява Бежаницкото възвишение с височина до 338 м, отделено от Валдайските възвишения с меридионална, заблатена и залесена равнина, по която тече река Ловат. На юг от Валдайските възвишения той открива и проследява по цялото им протежение Смоленско-Московските възвишения (дължина 625 км, до 319 м), а на запад от Днепър – Източно-Беларуските възвишения.
През 1905 – 1906 изследва планината Мугоджари (до 657 м) на границата между Европа и Азия. Неговите сътрудници, геологът Михаил Михайлович Пригоровски и топографът И. Я. Рибаков, създават изцяло нова карта на планината.

## Научна дейност
Никитин е един от основоположниците на руската хидрогеология. Той разработва теорията за артезианските води. Почти двадесет години събира сведения за артезианските кладенци (над 1000) в Европейска Русия. На основата на този материал обособява девет артезиански басейна и първи дава широки регионални обобщения по хидрогеология на Източна Европа. Открива огромни източници с питейна вода под Москва, участва в проектирането и строежа на Митищенското водохранилище и водоснабдяването на града. От 1907 г. е председател на геоложкия комитет към Министерството на земеделието и държавното имущество.

## Памет
Неговото име носи нос Никитин (78°10′ с. ш. 101°42′ и. д. / 78.166667° с. ш. 101.7° и. д.), на южния бряг на остров Болшевик, в архипелага Северна земя.

## Публикации
- „Геологический очерк Ветлужского края“ („Материалы по геологии России“, т. XI, 1883);
- „Общая геологическая карта России. Лист 56, Ярославль“ („Труды Геологического Комитета“, т. I, № 2, 1884);
- „Общая геологическая карта России. Лист 71. Кострома“ („Труды Геологического Комитета“, т. II, № 1, 1885);
- „Пределы распространения ледниковых следов в Восточной России и на Урале“ („Известия Геологического Комитета“, т. IV, 1885);
- „Географическое распространение юрских осадков в России“ („Горный Журнал“, 1886, № 10);
- „Заволжье в обл. 92 листа геологической карты России“ („Труды Геологического Комитета“, VII, № 2, 1888);
- „Общая геологическая карта России“ (лист 57, там же, 1890, т. V, № 1);
- „Каменноугольные отложения подмосковного края и артезианские воды“ (там же, 1890, т. V, № 5);
- „Геологические и гидрологические исследования“ („Известия Геологического Комитета“, 1894 – 95);
- „Гидрогеологические исследования в бассейне реки Оки“ (Санкт-Петербург, 1896).